# Halodiplosis unicus
Halodiplosis unicus är en tvåvingeart som beskrevs av Fedotova 1992. Halodiplosis unicus ingår i släktet Halodiplosis och familjen gallmyggor.
Artens utbredningsområde är Kazakstan. Inga underarter finns listade i Catalogue of Life.